# Cocktail (film, 2012)
Pour les articles homonymes, voir Cocktail (homonymie).
Ne doit pas être confondu avec Cocktail (film, 1988).
Pour plus de détails, voir Fiche technique et Distribution.
Cocktail,  est une comédie dramatique du cinéma indien, en hindi, réalisée par Homi Adajania (en) et produite par Saif Ali Khan et Dinesh Vijan (en). Le film met en vedette Deepika Padukone, Saif Ali Khan et la débutante Diana Penty (en) dans les rôles principaux, avec Boman Irani,  Dimple Kapadia et Randeep Hooda, dans les seconds rôles,. La bande-son a été interprétée par Pritam et Salim-Sulaiman. Cocktail est sorti dans le monde entier le 13 juillet 2012, salué par la critique, ce qui vaut à Deepika Padukone et à Diana Penty de nombreux éloges. Réalisé avec un budget de 650 millions ₹ (9,1 millions de dollars US), Cocktail s'est révélé être un succès commercial, avec un chiffre d'affaires de 1,26 milliard ₹ (18 millions de dollars US) dans le monde.

## Fiche technique
Sauf indication contraire, les informations mentionnées dans cette section peuvent être confirmées par la base de données cinématographiques IMDb,  présente dans la section « Liens externes ».
- Titre : Cocktail
- Réalisation : Homi Adajania (en)
- Scénario : Imtiaz Ali - Sajid Ali
- Production : Illuminati Films (en) - Eros International (en)
- Langue : Hindi
- Genre : Comédie dramatique
- Durée : 144 minutes (2 h 24)
- Dates de sorties en salles :
  -  Inde : 13 juillet 2012

## Distribution
- Deepika Padukone : Veronica Malaney
- Saif Ali Khan : Gautam "Gutlu" Kapoor
- Diana Penty (en) : Meera Ahuja
- Dimple Kapadia : Kavita Kapoor, la mère de Gautam
- Boman Irani : Randhir "Tinku" Malhotra, l'oncle de Gauta
- Randeep Hooda : Kunal Ahuja, le mari de Meera
- Tina Desai : Sayali Sayyad, une serveuse (apparition spéciale)